# Thomas Gabriel

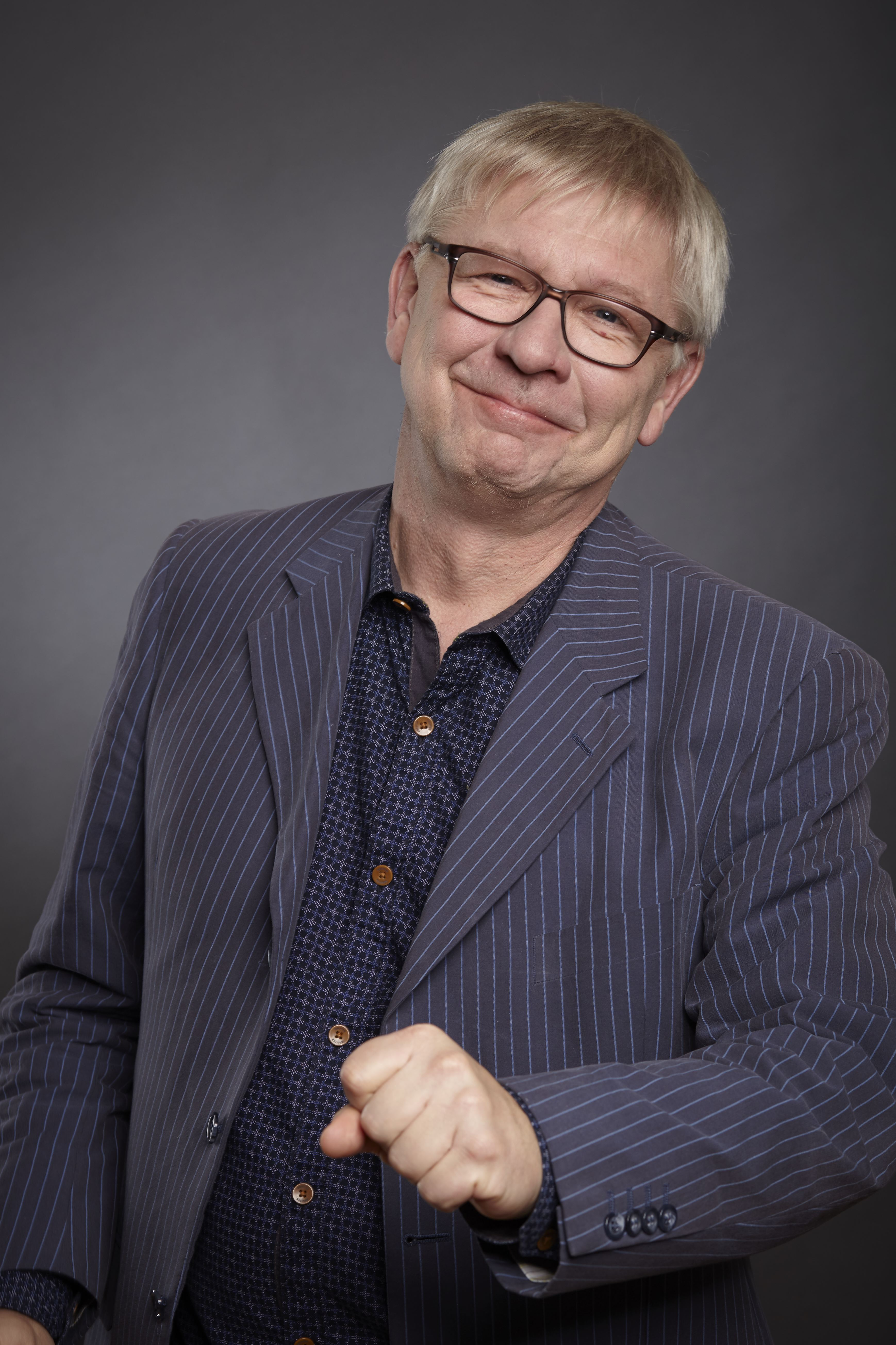
Thomas Gabriel (2015)

Thomas Gabriel (* 25. August 1957 in Essen) ist ein deutscher Kirchenmusiker, Komponist und Arrangeur. Er komponiert als Regionalkantor moderne Kirchenmusik.

## Leben
Gabriel studierte bis 1983 in seinem Heimatort Essen katholische Kirchenmusik an der Folkwang-Hochschule. Von 1983 bis 1986 wirkte er als Kantor an der Liebfrauenkirche Recklinghausen. Freischaffend war er 1987/1988 für den Westdeutschen Rundfunk und die Ruhrfestspiele Recklinghausen tätig. Von 1989 bis 1991 war er Bezirkskantor in St. Martin Idstein, von 1992 bis 1997 Regionalkantor in Saarbrücken. Von 1998 an wirkte er als Regionalkantor für das Institut für Kirchenmusik im Bistum Mainz mit dem Schwerpunkt Neues Geistliches Lied für die Dekanate Offenbach, Rodgau und Seligenstadt an der Einhard-Basilika St. Marzellinus und Petrus in Seligenstadt. Sein Nachfolger ist seit 2017 Felix Ponizy.
Gabriel gibt Konzerte als Organist, Cembalist und insbesondere als Pianist des Thomas Gabriel Trios, dessen künstlerischer Schwerpunkt mit BACH-JAZZ in der Jazz-Bearbeitung von Werken Johann Sebastian Bachs liegt.

## Projekte

### St. Gabriel
Von 2011 bis ins Frühjahr 2021 arbeitete Thomas Gabriel mit dem Theresien-Kinder- und Jugendhilfezentrum Offenbach zusammen. Dort wirkte er unter anderem an der Organisation der jährlich stattfindenden Ketteler-Musiktage mit, bei denen Jugendlichen das Singen nähergebracht wird.
Aus dieser Arbeit entstand Anfang 2015 ein musikalisches Zentrum im ehemaligen Kloster St. Gabriel in Hainstadt, in dem viele von Gabriels Stücken geprobt und aufgeführt werden.

## Oratorien

### Daniel
Daniel ist ein 1996 komponiertes Werk, das sich mit der Thematik Flucht und Vertreibung befasst. Es erzählt die Geschichte des jüdischen Volkes in Gefangenheit und die des Propheten Daniel, der auf Gottes Macht vertraut und die Hoffnung auf einen Ausweg in die Freiheit hat. In sieben Bildern wird dem Hörer erzählt, wie der Prophet die Deportierten Israels durch die schwere Zeit der Gefangenschaft leitet. Der Musikstil ist von Rock über Jazz bis zu traditioneller Kirchenmusik ausgerichtet, der Text stammt von Eugen Eckert

### Emmaus
Das Werk beruht auf der biblischen Erzählung vom Gang der zwei Jünger nach Emmaus. Es wurde 2002 geschrieben und besteht aus sechs Bildern. In dem Oratorium sind es der im Evangelium genannte Kleopas und eine Jüngerin namens Thekla, die nach Emmaus reisen. Unterwegs gesellt sich ein Fremder zu ihnen, den sie als den auferstandenen Jesus erkennen. Das Oratorium verdeutlicht den Prozess, der sich von der Enttäuschung bis zur Gewissheit, vom Leben bis zum Tod und vom Gestern ins Heute vollzieht. Den Text schrieb Eugen Eckert.

### Bonifatius
Die Partitur Bonifatius, benannt nach dem Missionar Bonifatius und zu dessen 1250. Todestag geschrieben, handelt von dem Wunsch nach Frieden, Einheit und der Verbreitung des Christentums. Bonifatius holt sich die Erlaubnis des Papstes, in Frankreich missionieren zu dürfen. Er reformiert die dortigen Kirchen und trägt in der katholischen Kirche zu Veränderungen bei. Das Oratorium wurde 2004 geschrieben. Text: Barbara Nichtweiß

### Simeon
Simeon ist ein Adventsoratorium. Es wurde 2007 geschrieben und enthält sechs Bilder. Das Oratorium erzählt die Geschichte des frommen Simeon, der auf die Einlösung des Versprechens Gottes wartet, er sterbe nicht, ohne den Trost Israels gesehen zu haben. Sein Leben lang wartet Simeon vergeblich, bis er jenes Kind in seinen Armen hält und weiß, dass er nun in Frieden sterben kann. Text: Eugen Eckert

### Junia
Junia, 2009 geschrieben, handelt von der Apostelin und dem Brief des Apostels Paulus an die Gemeinde in Röm. Mit Junia und Andronicus sitzt Paulus im Gefängnis. In sieben Bildern manifestieren sich die Rollen von Frauen in den Gemeinden zu der Zeit. Text: Eugen Eckert.

### …und dann war Licht
Das Schöpfungsoratorium …und dann war Licht wurde 2013 für die Merseburger Orgeltage geschrieben. Es erzählt die Schöpfung der Erde in sieben Bildern, die für sieben Tage stehen.

### Maria
Das Oratorium Maria wurde 2014 als Auftragskomposition für die Friedenskirche Ratingen geschrieben. Es setzt sich mit dem Leben der Jungfrau Maria auseinander und beschreibt die Ängste und die Ungewissheit Marias, was mit ihrem Kind geschehen solle. Auch die Geschichte Elisabets wird in dem Werk erzählt. Dazwischen zeichnet das Oratorium Aspekte des Lebens Jesu nach, erzählt von Klatsch und Tratsch, dem Maria als unverheiratete Mutter ausgesetzt ist. Es dreht sich um die Willkür der römischen Besatzungsmacht, die Solidarität Gottes und den pubertierenden Jesus. Text: Eugen Eckert.

### Bruder Martin
Bruder Martin ist ein im Auftrag von Martin Ufermann komponiertes Oratorium zum 500-jährigen Jubiläum der Reformation. In dem Werk werden die einzelnen Lebensabschnitte Martin Luthers erzählt. Der Text ist vom evangelischen Pfarrer Eugen Eckert geschrieben. Die Uraufführung von Bruder Martin fand am 18. September 2017 in Tecklenburg statt. Positive Reaktionen aus der Presse bekamen die Veranstalter, da sie die Aufführung trotz eines schweren Verkehrsunfalls bei der Anreise mit einer toten Sängerin nicht absagten.

### Santa Cäcilia
Santa Cäcilia ist eine Auftragskomposition für den Kirchenchor Cäcilia, St. Michael in Münster. Sie zeichnet das Leben der heiligen Cäcilia von Rom nach. Die Uraufführung erfolgte zum Gedenktag der Schutzpatronin der Kirchenmusik am 22. November 2017.

### Gabriel – Im Auftrag des Herrn
Bei diesem Oratorium handelt es sich um ein Auftragswerk des Seligenstädter Chors Vox Musica, welches am 28. Dezember 2019 uraufgeführt wurde.

### Eine Welt
Das als „Nachhaltigkeitsoratorium“ bezeichnete Werk „Eine Welt“ ist eine Auftragskomposition zum 40-jährigen Bestehen des Kirchenchores der Dreifaltigkeitsgemeinde in Heidenheim an der Brenz. Es wurde am 13. November 2021 unter Mitwirkung des Komponisten in der Dreifaltigkeitskirche in Heidenheim uraufgeführt. Eine zweite Aufführung fand anlässlich des 102. Deutschen Katholikentags am 28. Mai 2022 in Stuttgart statt.

## Musicals

### Rachel
Rachel wurde 2005 anlässlich des Weltjugendtages und des Besuchs von Papst Benedikt XVI. geschrieben. Die Uraufführung fand am 10. August 2005 in der Arena in Trier und eine weitere am 17. August in Köln statt. In dem Musical geht es um eine junge Frau, deren Vater am Verkauf eines Armenviertels an einen Immobilienmakler interessiert ist. Um Steuern zu sparen, möchte er seine Tochter mit dem Makler vermählen und das Viertel als Hochzeitsgeschenk übergeben. Doch Rachel erfährt von den Plänen.
Das Werk wurde 2005 mit dem Filippas Engel ausgezeichnet. Text: Johannes Maria Schatz.

### Bach Forever
In Bach Forever wird das Leben Johann Sebastian Bachs nachgezeichnet. Er erwacht als Statue in der heutigen Zeit, steigt von seinem Sockel und erzählt vorbeikommenden Jugendlichen seine Geschichte. Das Musical von 2015 setzt sich auch mit den Unterschieden der heutigen Kultur im Gegensatz zu der im 17. Jahrhundert auseinander. Text: Andreas Bomba

### Martin in Mainhattan
Das Musical wurde 1999 geschrieben und überträgt die Geschichte des heiligen Martin in die heutige Zeit.

### Frau Holle
Das Werk wurde im Jahr 2000 geschrieben und nutzt Texte des Märchens „Frau Holle“ der Gebrüder Grimm als Vorlage.
Text: Benjamin Baumann

### Der Sonne entgegen
Das Musical veranschaulicht das Leben der heiligen Edith Stein und wurde 2006 in Kooperation mit der Edith-Stein-Schule in Darmstadt arrangiert und aufgeführt. Der Text wurde von Schülerinnen und Schülern der Edith-Stein-Schule Darmstadt verfasst.

### Broken Hartz
In Zusammenarbeit mit dem Caritasverband Offenbach erarbeitete Thomas Gabriel zum Text von Holger Senft das Musical „Broken Hartz“. Die Uraufführung am 7. Oktober 2017 sowie eine weitere Vorstellung fand in Offenbach statt, weitere Aufführungen bis 2017 in Mainz und Bensheim. Die choreographische Regie führte Peter Strauß.
Broken Hartz befasst sich mit der Thematik des Arbeitslosengelds II, dem Umgang des Jobcenters mit den „Leistungsempfängern“ und dem Regelleistungssatz. Die Langzeitarbeitslosen klagen darüber, dass sie immer wieder von einer Maßnahme in die nächste geschoben werden. Diesmal ist es eine „Kulturmaßnahme“, ein Musikprojekt, das auf der fiktiven internationalen Musikmesse publiziert werden soll. Weigern sich die Leistungsempfänger, drohen Sanktionen. Ziel des gesamten Projekts ist es, Arbeitslosen eine Stimme zu geben und Gehör zu verschaffen.
Bei der Auswahl der Chorsänger und Protagonisten wurden von der Thematik betroffene Personen berücksichtigt, die von professionellen Sängern unterstützt wurden. Auch der Rest des Teams, wie Regie, Backstage und technische Regie bestand größtenteils aus freiwilligen Helfern. Getragen wurde das Projekt durch den Deutschen Caritasverband sowie das Bistum Mainz.

## Alben und Zyklen

### Misa de Solidaridad
Misa de Solidaridad ist eine Auftragskomposition für das Bistum Trier zum 40-jährigen Jubiläum der Partnerschaft mit dem Bistum und Bolivien 2000. Die Komposition vereint die bolivianische und europäische Musik zu einer gemeinsamen Sprache. Sie enthält acht Titel:
- Zum Einzug
- Herr, erbarme dich
- Gloria a Dios
- Wir glauben und vertrauen
- Santo
- Vater unser
- Cordero del Dios
- Dankhymnus

### Mainzer Messe
Das Werk ist für die Weihnachtszeit ausgerichtet und wurde 2001 geschrieben. Es ist in einem zeitgemäßen Text in Latein und Deutsch verfasst und mit moderner Musik unterlegt.
Die fünf enthaltenen Titel lauten:
- Kyrie
- Gloria
- Credo
- Sanctus
- Agnus Dei

Text: Raymund Weber

### Creator Spiritus
In Creator Spiritus – Gregorianische Wandlungen zieht sich die Gregorianik durch die gesamte Komposition und wird dabei von jazziger Polyphonie begleitet. Geschrieben und erstmals aufgeführt wurde das Arrangement 1999. Es besteht aus zehn Titeln:
- Kyrie
- Introitus zum Fest Kreuzerhöhung
- Psalm 23
- Offertorium
- Sanctus
- Ave Maria
- Introitus zu Pfingsten
- Pfingstsequenz
- Psalm 22
- Hymnus

### Der Herr ist mein Hirte
Das Arrangement, aus der Planung einer Jugendchorwoche in St. Thomas hervorgegangen, ist als moderner Wortgottesdienst geschrieben. Der Inhalt dreht sich hauptsächlich um den Psalm 23. Enthalten sind fünf Titel:
- Kyrie
- Nun lobet Gott im hohen Thron
- Psalm 23
- Magnificat
- Vater unser

### Manic Herzeleit
In Manic Herzeleit werden alte Texte von Minnesang aus dem Mittelalter wie Der edle Sang (Walther von der Vogelweide) und Wolauff, wir wellen slaffen (Oswald von Wolkenstein) mit zeitgenössischer Musik unterlegt. In der Komposition sind neun Titel enthalten:
- Swem is mit edlem Sange woh
- Maiwunder
- Unter den Linden
- Dienet ane lon
- Ich hoer aber die Vogel singen
- Wolauff, wir wellen slaffen
- Sine klawen
- Frouwe, wil du mich genern
- Sumerzit

### organ meets guitar
Das Album enthält Werke von Rodrigo und Vivaldi, die mit klassischer Gitarre und Orgel neu vertont sind. Das Album wurde von Thomas Gabriel und Jan Masuhr arrangiert.
- Joaquin Rodrigo – Concierto de Aranjuez: II. (Adagio)
- Antonio Vivaldi – Concerto: I. (IAllegro)
- Antonio Vivaldi – Concerto: II. (Largo)
- Antonio Vivaldi – Concerto: III. (Allegro)
- Thomas Gabriel – Konzert für MA: I. (Introitus)
- Thomas Gabriel – Konzert für MA: II. (Romanze)
- Thomas Gabriel – Konzert für MA: III. (Exilo)
- Jan Masuhr – Go People go
- Thomas Gabriel – Pièce modale
- Thomas Gabriel – Aus tiefer Not
- Jan Masuhr – Sunday morning
- Jan Masuhr – Das Kreuz
- Jan Masuhr – A Dieu

### Misa Terra Supermontale
Die Messe Misa Terra Supermontale („Messe des Oberbergischen Landes“), ist eine Auftragskomposition von 2005 für die Chöre der katholischen Kirchen in den Kreisdekanaten Gummersbach und Altenkirchen:
- Kyrie
- Gloria
- Credo
- Sanctus
- Agnus Dei

### Kindersegen – Kinderkram
Das Werk wurde 2006 für zwei Einrichtungen für behinderte Kinder der Caritas geschrieben. Die Lieder sind teils selbst komponiert, teils mit Überarbeitung zur Mehrstimmigkeit übernommen. Folgende 15 Titel sind in dem Werk enthalten:
- Sterne, Blumen und Kinder
- Meinem Gott gehört die Welt
- Wir kommen weit her
- Wenn ich klein bin
- Der Vogel hat ein Haus gefunden
- Das Kind ist da
- Weißt du, wie viel Sternlein stehen
- Hab keine Angst
- Singt alle alleluja
- Ich bin getauft
- Der Engel der Kindheit
- Dort, wo die wilden Kerle hausen
- In unsre Herzen
- Bleibe bei uns, Gott
- Der Mond ist aufgegangen

Text: Eugen Eckert und andere

### Der Kreuzweg – 14 Meditationen
Die Partitur wurde 2005 veröffentlicht und enthält mehrere achtstimmige Motetten. Die Partitur enthält 14 Stücke, der Text ist unter anderem aus Psalmen abgeleitet.

### Adveniat lumen tuum
Die Messe Adveniat lumen tuum („Dein Licht soll kommen'“) dreht sich um Pfingsten, nimmt Bezug auf den Heiligen Geist und unterbricht an einer Stelle für eine Lesung. Geschrieben wurde das Werk 2006. Als instrumentale Begleitung für den Chor sind Piano, Orgel und Oboe vorgesehen.

### Südtiroler Messe
Die Südtiroler Messe ist eine Auftragskomposition für den Verband der Kirchenchöre Südtirols. Sie wurde 2006 geschrieben und in Brixen uraufgeführt. Neun Stücke sind enthalten:
- Eröffnung
- Kyrie
- Gloria
- Credo
- Gabenbereitung
- Sanctus
- Agnus Dei
- Kommunion
- Dankgesang

### Gospel Music of King Solomon
Gospel Music of King Solomon wurde 2006 geschrieben. Trotz der biblischen Texte, die ihren Ursprung im Buch der Sprichwörter haben, hält sich die Musik im Stil Gospel. Das gesamte Werk ist mehrheitlich für Frauen ausgerichtet. Es sind fünf Titel enthalten:
- The proverbs of Solomon
- For the Lord gives wisdom
- Wisdom has built her house
- Listen to your father
- My soon keep my words
- Watching daily at my door

### Mainzer Bistumsmesse
Die CD Mainzer Bistumsmesse wurde 2010 in der Kirche St. Martin in Dietzenbach eingespielt. Sie ist eine Gemeinschaftskomposition der sechs Regionalkantoren des Bistums Mainz, Andreas Boltz, Thomas Gabriel, Nicolo Sokoli, Ralf Stiewe, Ruben J. Sturm und Dan Zerfaß. Herausgegeben vom Bistum Mainz, steuerten die Musiker bereits vorhandene Werke aus ihrer Feder bei.
- Herr erbarme dich (Dan Zerfaß)
- Ehre sei Gott in der Höhe (Nicolo Sokoli)
- Ich glaube an Gott (Thomas Gabriel)
- Gottheit tief verborgen (Andreas Boltz)
- Heilig (Ralf Stiewe)
- Lamm Gottes (Ruben J. Sturm)
- Toccate 2+3+4 (Thomas Gabriel)
- Victimae paschali laudes (Andreas Boltz)
- Improvisation über „O filii et filiae“ (Ruben J. Sturm)
- Ich lebe mein Leben (Andreas Boltz)
- Romanze in A-Dur (Thomas Gabriel)
- Canticum: Christus das Haupt (Andreas Boltz)

### Orchestermesse
Sein bisher letztes Werk – die Orchestermesse – wurde am 8. Mai 2022 in der Katholischen Hofkirche Dresden unter Mitwirkung von Domkapellmeister Matthias Liebich und den Dresdner Kapellknaben uraufgeführt.

## Kirchentage

### 1. Ökumenischer Kirchentag Berlin
Für den Ökumenischen Kirchentag in Berlin 2003 komponierte Thomas Gabriel einige Stücke für die Eröffnungsfeier am Brandenburger Tor. Da dieser Kirchentag zusammen mit dem evangelischen und dem katholischen Kirchentag abgehalten wurde, setzte sich Gabriel mit einer anderen Musikrichtung, unter anderem ohne Kanons, durch, um diese Eröffnungsfeier von vorherigen Kirchentagen abzuheben.

### 95. Deutscher Katholikentag Ulm
Für den 95. Deutschen Katholikentag in Ulm 2004 gestaltete Thomas Gabriel den Abschlussgottesdienst musikalisch mit der hierfür eigens komponierten Messe für Männerchöre „Christ Guys“ und leitete die Aufführung „Dass hell der Glaube in uns wacht“.

### Weltjugendtag 2005
Auf dem Weltjugendtag 2005 in Köln führte Thomas Gabriel die Abschlussmesse Missa Mundi („Die Messe der Welt“) auf, welche eigens für diesen Weltjugendtag geschrieben wurde. Die Messe besteht aus fünf Teilen, die, auch aufgrund der verwendeten Instrumente, mit den fünf Erdteilen assoziiert werden können. Sie enthält ein europäisches Kyrie, ein südamerikanisches „Gloria“, ein asiatisches Credo, ein afrikanisches Sanctus und ein australisches Agnus Dei. Auch komponierte und veranstaltete Gabriel das Musical Rachel anlässlich des Besuchs von Papst Benedikt XVI. zum Weltjugendtag 2005.

### 96. Deutscher Katholikentag Saarbrücken
Für den 96. Deutschen Katholikentag 2006 in Saarbrücken komponierte Gabriel die Saarbrücker Messe für den Abschlussgottesdienst.

### 97. Deutscher Katholikentag Osnabrück
Für den 97. Deutschen Katholikentag 2008 in Osnabrück schrieb Gabriel die Messe mass4men. Sie wurde in Zusammenarbeit mit der kirchlichen Arbeitsstelle für Männerseelsorge geschrieben. Das Arrangement enthält neun Titel:
- Einzug
- Kyrie
- Gloria
- Antwortgesang – Herr, mein Gott
- Gabenbereitung – Gott, so vieles ist noch offen
- Sanctus
- Agnus Dei
- Kommunion – Wie ein Vater
- Danksagung – Gott, du führst mich hinaus in die Freiheit

### 100. Deutscher Katholikentag Leipzig
Das Oratorium Daniel wurde zusammen mit dem Chor St. Gabriel, dem Flüchtlingschor Seligenstadt und für die Choreographie mit dem Tanzensemble Änne Meyer einstudiert und am 28. Mai in der Arena Leipzig im Rahmen des 100. Deutscher Katholikentages aufgeführt.

### 102. Deutscher Katholikentag Stuttgart
Das Nachhaltigkeitsoratorium Eine Welt wurde am 28. Mai 2022 vom Kirchenchor der Dreifaltigkeitsgemeinde Heidenheim unter Mitwirkung des Komponisten aufgeführt.

## Einzelwerke

### Die Länder der Sterne
Das Werk aus dem Jahr 2004 ist motettisch in Blöcken verfasst. Zwischen ruhigen Momenten mit der Harfe gibt es immer wieder impulsive Ausbrüche der Musik.
Text: Hugo von Hofmannsthal

### Immutemur
Die Partitur Immutemur („Veränderung“) wurde 2004 geschrieben und ist für den Aschermittwoch gedacht, wobei sie antiphonische Zitate besonders hervorhebt. Das Stück ist für drei Frauenstimmen, ein Vibraphon und drei Celli ausgelegt.

### Popule Meus
Die Motette Popule Meus verwendet im Text den Anfang der Improperien aus der Feier vom Leiden und Sterben Christi mit dem Trishagion und wurde dem Chor der Seligenstädter Basilika gewidmet. Der Text geht aus dem 9. Jahrhundert hervor, die Musik ist gregorianisch und gleichzeitig modern gehalten.

## Auszeichnungen
- 1985: Kulturpreis der Stadt Essen
- 2002: Kulturpreis der Stadt Seligenstadt
- 2003: Kulturpreis des Kreises Offenbach
- 2005: Filippas Engel[18]